# مک‌دانل داگلاس ایکس-۳۶
مکدانل داگلاس ایکس-۳۶ هواپیمای ساخت شرکت مک‌دانل داگلاس آمریکا است که نخستین پروازش را در ۱۷ مه ۱۹۹۷ انجام داد و اکنون به کار گرفته نمی‌شود. در اوت سال ۱۹۹۷ مک‌دانل داگلاس با بوئینگ ادغام شدند و به این علت داگلاس ایکس-۳۶ با عنوان بوئینگ  ایکس-۳۶ نیز شناخته می‌شود.

## طراحی و توسعه
ایکس-۳۶ هواپیمای جنگنده بدون دم بود و ۳۱ پرواز موفقیت‌آمیز انجام داد. ایکس - ۳۶ دارای قدرت مانور بالایی است که برای استفاده به عنوان یک جنگنده ایده‌آل است.

## بازماندگان
- یکی در موزه ملی نیروی هوایی ایالات متحده در پایگاه نیروی هوایی رایت و پترسون در نزدیکی دیتون است.[۱][۲]
- و یکی دیگر آن در پایگاه نیروی هوایی ادواردز در کالیفرنیا قرار دارد.

## مشخصات
منبع اطلاعات Designation Systems American X-Vehicles
مشخصات عمومی
- خدمه: none
- طول: 18 ft 2.5 in (5.55 m)
- پهنای بال: 10 ft 4 in (3.15 m)
- ارتفاع: 3 ft 1.5 in (0.95 m)
- بیشینه وزن برخاست: ۱٬۲۵۰ lb (560 kg)
- پیشرانه: ۲×  Williams International F112 turbofan , 700 lbf (3.1 kN) هرکدام

 عملکرد 
- سرعت بیشینه: 234 mph (375 km/h)
- سقف پروازی: 20,500 ft (6,100 m)
- نسبت نیرو به وزن: ۰٫۵۶